# Apanteles afer
Apanteles afer är en stekelart som beskrevs av Wilkinson 1932. Apanteles afer ingår i släktet Apanteles och familjen bracksteklar. Inga underarter finns listade i Catalogue of Life.